# A Serious Man
A Serious Man är en amerikansk svart komedifilm från 2009, regisserad av bröderna Coen.

## Handling
Larry Gopnik är en lärare som blir lämnad av sin maka, och han tvingas flytta från deras hus. Hennes nya älskare omkommer i en bilolycka och Gopnik tvingas betala begravningen. Dessutom har Gopnik en spelberoende bror som konstant ger honom problem.

## Rollista (urval)
- Michael Stuhlbarg – Larry Gopnik
- Richard Kind – Arthur Gopnik
- Sari Wagner Lennik – Judith Gopnik
- Fred Melamed – Sy Ableman
- Adam Arkin – Don Milgram
- George Wyner – Rabbi Nachter
- Fyvush Finkel – Dybbuk
- Simon Helberg – Rabbi Scott Ginzler
- Michael Lerner – Solomon Schultz